# 基隆望海跨海景觀橋
基隆望海跨海景觀橋，為臺灣新北市瑞芳區與基隆市中正區的橋樑，望海巷跨港景觀橋工程2019年12月28日開工。

## 相關連結
- 新北市
- 基隆市